# Musikprogrammierung

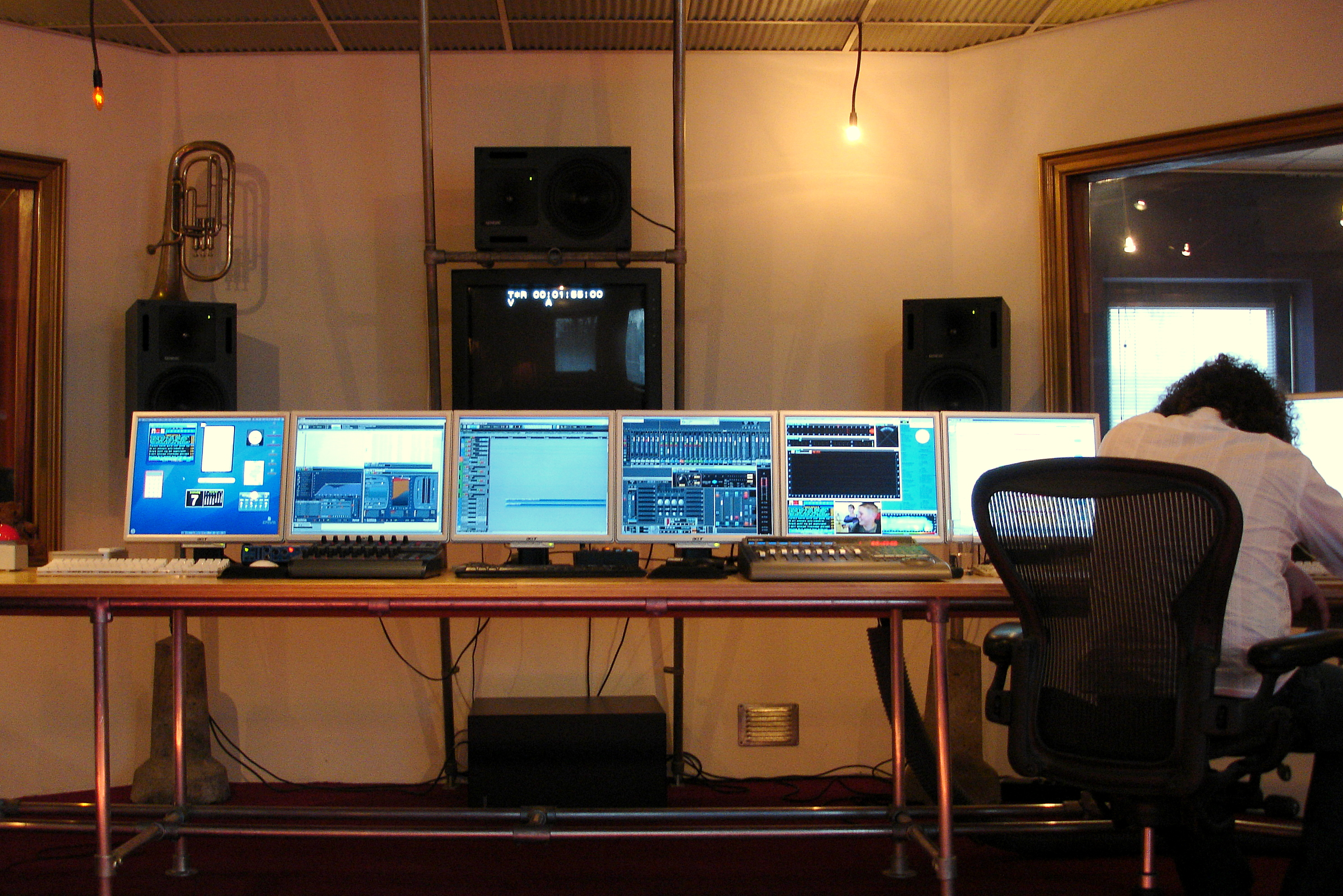
Technische Ausstattung eines Tonstudios, hier beispielhaft mit Nuendo 6

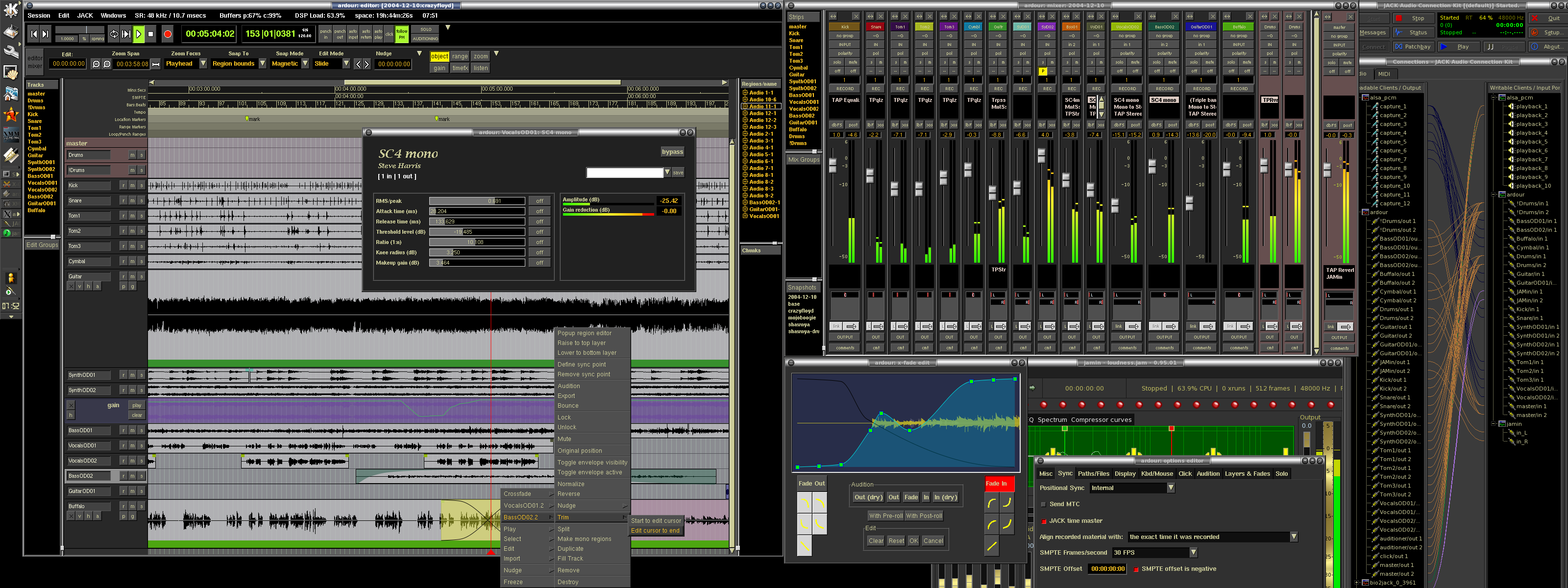
DAW-Beispiel Ardour

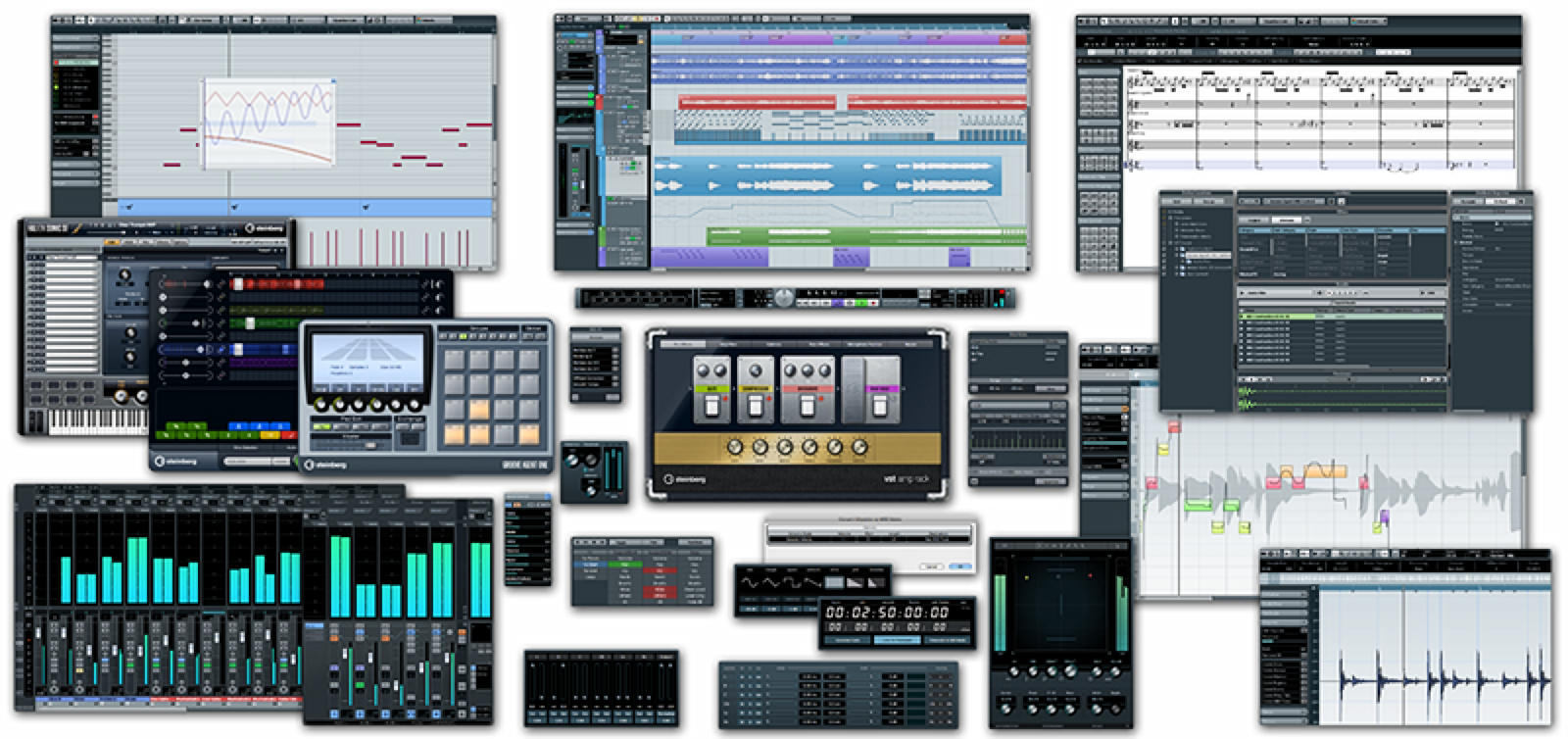
Kompositionsmöglichkeiten in Cubase 6

Musikprogrammierung, im eindeutig musikalischen Kontext wie den Liner Notes eines Albums meist nur als programming bezeichnet, ist eine Form der modernen Musikproduktion und -darbietung unter Zuhilfenahme elektronischer Geräte wie beispielsweise einem Sequenzer. Diese Geräte sollen den Klang musikalischer Instrumente erzeugen, meist lassen sich auf diese Art unzählige verschiedene Instrumente gleichzeitig oder abwechselnd mit nur einem einzigen elektronischen Gerät wahlweise originalgetreu oder beliebig verzerrt nachahmen. Programming wird in einem großen Teil der elektronischen Musik sowie im Hip-Hop bereits seit den 1990er-Jahren verwendet. Auch in moderner Pop- und Rockmusik vieler Regionen der Erde, vereinzelt sogar im Jazz und moderner Klassik (z. B. Filmmusik), findet die Technik vermehrt Anwendung. Im 21. Jahrhundert basieren bereits ganze Stilrichtungen von Screamo- und Metalcore-Musik auf Musikprogrammierung, diese werden bezeichnet als Crunkcore bzw. Electronicore.
Wird die Tätigkeit des Programming wie eine Berufsbezeichnung verwendet (meist trotzdem programming und nicht z. B. programmer) – beispielsweise in den Credits eines Albums zusammen mit den Songwritern/Komponisten, Toningenieuren und Musikproduzenten – war die entsprechende Person meist mit der Vorbereitung von digitalen Basistracks betraut. Das bedeutet, sie komponierte meist mithilfe einer DAW, eines Drumcomputers, eines Synthesizers oder ähnlichem eine musikalische Grundlage, ggf. nur einen Trommel-Rhythmus, eine Bass-Line, erste Akkordfolgen oder gar schon eine Melodie. Auf einer Vielzahl solcher Basistracks aufbauend beginnt dann erst die eigentliche Komposition, sie dienen nur als Hilfsmittel zur späteren Anregung oder Aufrechterhaltung der Kreativität. Im späteren Verlauf können einzelne Teile oder der ganze Track verworfen, beliebig verändert oder auch nur durch das Einspielen echter Instrumente ersetzt oder ergänzt werden.
Die Praxis der Verwendung von Basistracks hängt auch damit zusammen, dass die Nutzung von Studioräumlichkeiten während des Kompositionsprozesses insbesondere bei Zusammenarbeit mehrerer Komponisten (z. B. einer Band) zwar sinnvoll ist, um Ideen kurzfristig umsetzen und professionell aufzeichnen zu können, gleichzeitig aber die Gebühren meist hoch sind. Ein guter Workflow im Studio ist also wichtig und die Programmierung eines Basistracks kann, wenn nötig oder gewünscht, mit geeigneter Soft- und/oder Hardware bereits Monate zuvor bequem und kostengünstig von zu Hause oder unterwegs erfolgen.
Fehlt einer Band beispielsweise das Geld für das Engagement eines großen Orchesters bzw. die entsprechenden Studiogebühren, kann ein mit dem Programming betrauter Musiker bzw. Komponist über die Gestaltung von Basistracks hinaus auch einzelne Instrumentaltracks oder gar ganze Lieder vollständig digital komponieren. Dies findet außerdem Verwendung beispielsweise in der Komposition epischer Filmmusik, insbesondere, wenn außerordentliche Klänge erzeugt werden sollen (von besonders seltenen Instrumenten, übergroßen Orchestern mit mehreren hundert Spielern oder einzelnen Tönen/Instrumenten mit absichtlicher unnatürlicher Verzerrung).